# It Rak (zwembad)
It Rak, voorheen N.V. Sneeker Zwembad en L. Rasterhoffbad, is een zwembad in de stad Sneek. Het zwembad bevindt zich in het Burgemeester de Hooppark.

## Historie

### N.V. Sneeker Zwembad (1938-1970)
Het zwembad werd, na twee jaar bouwen, geopend op 3 juni 1938. Het zwembad verving het zwembad aan het Spoordok, dat gesloten werd in verband met de vondst van de ziekte van Weil. Het zwembad werd gebouwd naar architectuur van H. Wesselo. In de beginjaren droeg het bad de naam N.V. Sneeker Zwembad. Het zwemwater was afkomstig uit de Oudvaart en zorgde op drukke dagen voor de nodige algvorming. Hierdoor kreeg het bad de bijnaam De Inktpot.

### L. Rasterhoffbad (1970-1999)
In 1969 vond een uitbreiding van het bad plaats met een 50 meter-bad. In april 1970 krijgt het bad de naam L. Rasterhoffbad, vernoemd naar de toenmalige burgemeester van Sneek Ludolf Rasterhoff. In 1980 volgt nogmaals een uitbreiding, maar nu met een 25 meter bad. Uiteindelijk wordt het hele complex in 1999 gesloopt en wordt er een nieuw zwembad op dezelfde plaats gebouwd.

### It Rak (2001-heden)
Na twee jaar bouwen wordt op 23 februari 2001 het nieuwe bad, onder de naam It Rak, geopend. Het aantal buitenbaden is fors teruggebracht, nu heeft het zwembad buiten slechts een kleuterbad en 25 meter bad. De binnenaccommodatie bestaat uit een 25 meter bad, een zogenaamd fudobad, whirlpools, restaurant en vergaderruimten. Het complex wordt beheerd door sportketen Optisport.
In 2011 ontstaat opschudding door het sluiten van het buitenbad in de zomerperiode. Het keteldak van het buitenbad moet voor €40.000,- worden gerenoveerd, een bedrag dat het college van de Gemeente Súdwest-Fryslân niet direct wil voldoen.

## Gebruikers
Diverse sportverenigingen en scholen maken gebruik van het zwembad in Sneek. Zo heeft duikvereniging Moby Dick een clubgebouw met eigen bad op het terrein. Zwemvereniging Neptunia '24 maakt gebruik van het binnenbad. Het bad wordt ook gebruikt door recreatieve zwemmers en voor school- en diplomazwemmen.